# Période d'Isin-Larsa
Sauf précision contraire, les dates de cet article sont sous-entendues « avant l'ère commune », c'est-à-dire « avant Jésus-Christ ».
La période d'Isin-Larsa est une phase de l'histoire de la Mésopotamie antique, qui s'étend entre la fin de la troisième dynastie d'Ur et la conquête de la Mésopotamie par le roi Hammurabi de Babylone. Suivant la datation conventionnelle, approximative, cette période débute en 2004 av. J.-C. et s'achève en 1763 av. J.-C. Elle constitue la première partie de la période paléo-babylonienne (2004-1595 av. J.-C.), la seconde étant la période de domination de la première dynastie de Babylone.
Comme son nom l'indique, cette période voit s'affirmer successivement deux grandes puissances en Basse Mésopotamie : le royaume d'Isin, qui tente de briguer la succession du royaume d'Ur après sa chute, et le royaume de Larsa, dont la chute marque la fin de la période. En réalité, aucun de ces deux royaumes n'exerce une hégémonie incontestable en Basse Mésopotamie, et ils doivent cohabiter avec d'autres royaumes moins puissants (Uruk, Babylone, Mankisum, etc.), tandis que plus au nord leur influence est nulle et laisse la place à d'autres entités politiques puissantes (Eshnunna, Ekallatum, Mari, Yamkhad). Les dynasties de cette période ont pour point commun d'être d'origine amorrite, même si elles sont rapidement acculturées aux traditions mésopotamiennes.

Localisation des principaux sites datés de la fin de l'époque d'Isin-Larsa.

## La chute d'Ur et la formation des dynasties amorrites
Les tribus amorrites deviennent de plus en plus turbulentes durant la période de la troisième dynastie d'Ur, au XXIe siècle. Les raisons des mouvements de populations amorrites sont difficiles à évaluer. Sans doute est-ce lié à un phénomène de réchauffement climatique, qui affecte plus rapidement les semi-nomades vivant dans les steppes où la survie dépend de rares points d'eau qui se tarissent rapidement quand les conditions climatiques se durcissent. Les mentions d'Amorrites dans les textes se font alors de plus en plus nombreuses, jusque dans le pays de Sumer et d'Akkad. Le roi Shulgi alla jusqu'à construire un mur pour se protéger face à ces incursions, mais ce fut inutile. En Syrie, les sites urbains perdent de leur importance, ce qui semble démontrer que le nomadisme prend de l'importance, et il faut voir un signe de l'établissement massif d'Amorrites dans cette région. C'est sans doute à ce moment que les dynasties amorrites commencent à s'installer en Syrie du Nord. Dans le Sud mésopotamien, la pression exercée par les Amorrites se fait de plus en plus forte à la fin du XXIe siècle. Le roi Ibbi-Sîn perd une grande partie de son territoire septentrional face aux tribus amorrites, alors que son pays est sujet à la disette (ce phénomène étant sans doute en partie lié à ces attaques). C'est à ce moment (vers 2017) que le gouverneur de la cité d'Isin, Ishbi-Erra, fait sécession alors qu'il a été chargé par Ibbi-Sîn d'approvisionner Ur en grain. Le royaume s'en retrouve encore plus affaibli. Le coup de grâce vient finalement d'un raid initié par Kindattu, le roi d'Élam, qui prend Ur et d'autres villes sumériennes vers 2004. Ibbi-Sîn est déporté en Élam, et avec lui s'achève le puissant royaume d'Ur III. Si ce sont les Élamites qui ont achevé ce royaume, il ne fait aucun doute que les Amorrites sont les principaux artisans de sa chute. Ce sont d'ailleurs eux qui en récoltent les fruits : alors que les Élamites repartent vite chez eux, des souverains amorrites sont à la tête de nombreux royaumes dans tout le Moyen Orient.
Sur les ruines du royaume d'Ur s'élèvent tout un ensemble de royaumes dirigés par des dynasties amorrites. Dans le pays de Sumer, Ishbi-Erra a réussi à garder le pouvoir à Isin, et domine encore la région après avoir chassé les Élamites d'Ur. Mais des rois amorrites sont déjà installés dans la cité de Larsa depuis la fin du règne d'Ibbi-Sîn. Les archives du royaume d'Eshnunna mentionnent la présence de tribus amorrites puissantes dans la région de la Diyala. Dans le pays d'Akkad, les royaumes amorrites se fondent plus tardivement, pendant la période de luttes entre Isin et Larsa, dans les cités de Kish, Sippar et Babylone. En Syrie, c'est  sans doute dans cette même période que sont fondées les dynasties amorrites dans les royaumes de Mari, d'Alep et de Qatna, ainsi que toutes les principautés de la région du Khabur, du Balikh et de tout le Moyen Euphrate.

## La rivalité entre Isin et Larsa

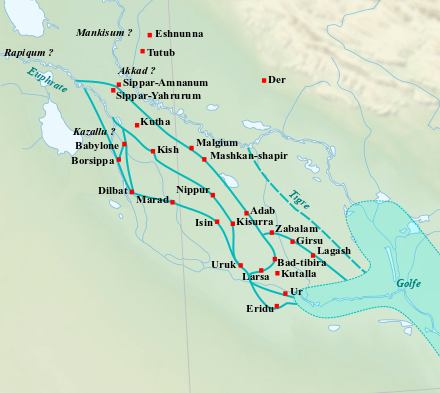
Localisation des principales villes de la Basse Mésopotamie durant la période d'Isin-Larsa.

### La domination d'Isin
Ishbi-Erra a donc réussi à maintenir son pouvoir à Isin après la chute d'Ur. Il reprend cette ville après huit ans de domination élamite. À ce moment-là, il a déjà étendu son pouvoir plus vers le nord, comme à Eshnunna où il installe un nouveau gouverneur qui ne tarde cependant pas à s'émanciper. Au sud, le royaume de Larsa reste indépendant. Ishbi-Erra meurt vers 1985, et est remplacé par Shu-ilishu (1984-1975), qui restaure Ur au cours de son règne, en faisant notamment revenir la statue du dieu Sîn emportée en Élam en 2004. Le règne suivant, celui d'Iddin-Dagan (1974-1954) est très peu documenté, alors que celui de son successeur Ishme-Dagan (1953-1935) a laissé un grand nombre de sources, dont de nombreux textes littéraires. On sait qu'il a procédé à des constructions ou des reconstructions dans les principales cités sumériennes. C'est alors l'apogée d'Isin : sous le règne suivant, celui de Lipit-Ishtar (1934-1924), connu pour avoir laissé un code de lois, que Larsa commence à devenir une menace sérieuse et à prendre le dessus.

### L'ascension de Larsa

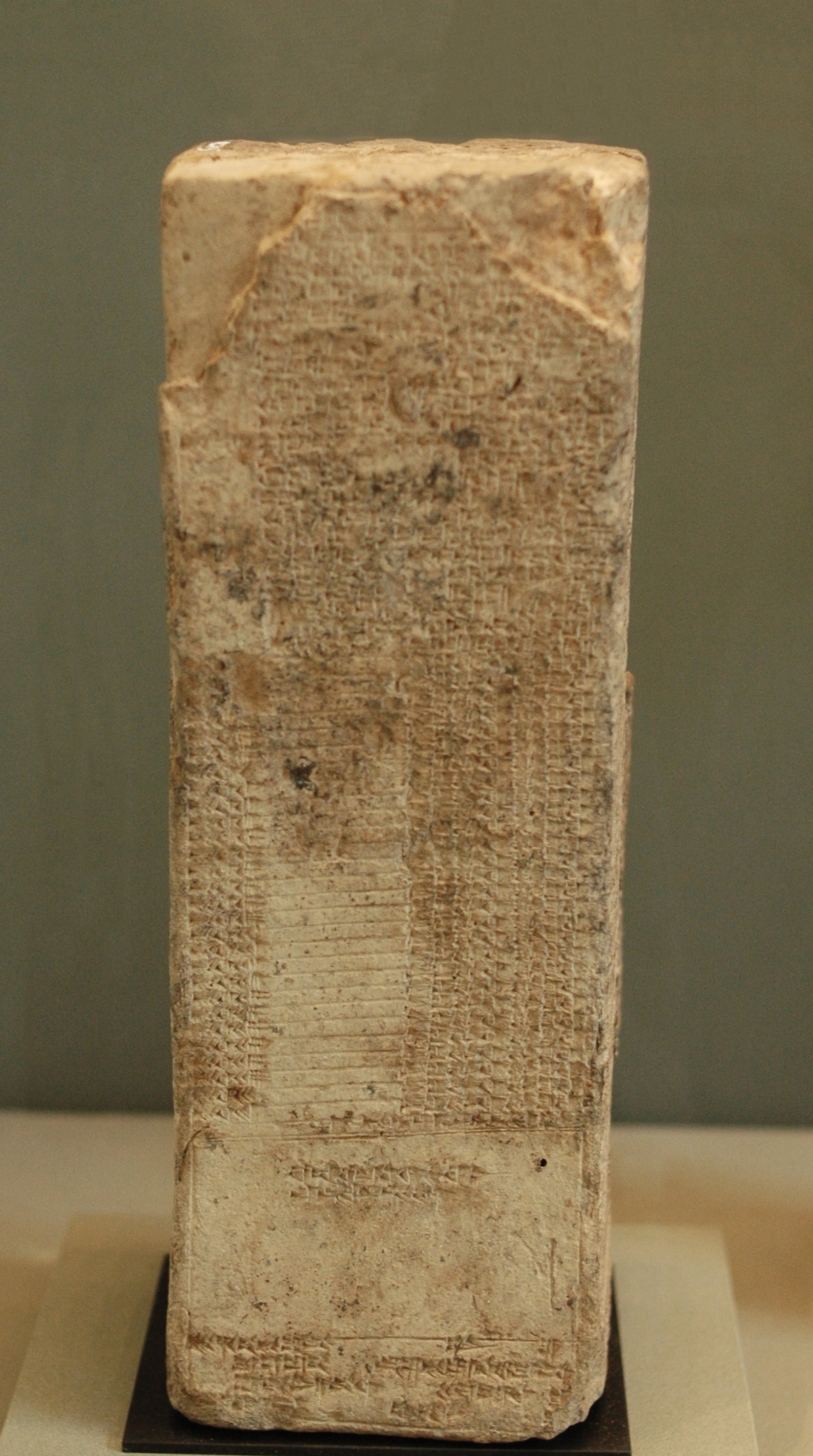
Liste des rois de Larsa, musée du Louvre.

D'après la Liste royale sumérienne, produit de l'historiographie du royaume de Larsa, cette cité est le siège d'une dynastie amorrite indépendante dès 2025, quand un certain Naplânum, inconnu par ailleurs, prend cette ville au souverain d'Ur. Pour être renseigné de manière certaine sur le royaume de Larsa, on doit cependant attendre les règnes de Samium (1976-1942), qui s'empare de la ville de Lagash, et de Zabaia (1941-1933). À la mort de ce dernier, le trône revient à son frère Gungunnum (1932-1906), qui est l'artisan de la puissance de Larsa. Il s'empare dans un premier temps d'Ur, puis de Kisurra (en) et d'Uruk, le tout aux dépens d'Isin. Il défait ensuite l'autre grande puissance régionale, l'Élam, en s'emparant momentanément de Suse, et précipite ainsi la chute de la dynastie élamite de Simashki, et ce pays n'est dès lors plus une grande menace pour la Mésopotamie pour plus d'un siècle. À sa mort, Larsa est devenu le royaume le plus puissant du Sud mésopotamien. Isin ne s'avoue cependant pas vaincue, et une nouvelle confrontation entre les deux royaumes sous les souverains suivants a lieu, qui se solde par la victoire du roi Abi-sarê de Larsa (1905-1895), et la mort d'Ur-Ninurta d'Isin (1923-1896) au combat. L'affrontement suivant voit en revanche Bur-Sîn (1894-1874) prendre la revanche pour Isin face à Sumu-El (1894-1866). Mais cela n'empêche pas ce dernier de prendre de nouvelles cités plus au nord : Kish, Kazallu, et surtout Nippur. Il eut aussi une grande activité au niveau des aménagements fluviaux, puisqu'il fit détourner un bras de l'Euphrate coulant en direction du territoire d'Isin au profit de son propre royaume, ce qui eut des conséquences économiques énormes. Son règne semble cependant s'être achevé par une catastrophe dont la nature est inconnue.

### La fragmentation politique du Sud mésopotamien
À cette même période, la Babylonie du nord est divisée entre plusieurs petits royaumes amorrites : Kish, qui tombe entre les mains de Larsa sous le règne de Sûmû-El, Sippar, Marad, qui connaît à un moment une grande expansion, Dilbat, Damrum, et Babylone, où une dynastie est fondée par Sûmû-la-El (1880-1845). Encore plus au nord, dans la vallée de la Diyala, le royaume d'Eshnunna s'empare de toutes les principautés voisines à partir du règne d'Ipiq-Adad (c. 1850), et devient une grande puissance politique. Dans le pays de Sumer dominé par Isin et Larsa, une nouvelle dynastie est fondée à Uruk par Sîn-kāšid (en) vers 1860, qui a une grande activité de bâtisseur dans sa capitale. Il s'allie à Babylone en épousant la fille de Sumu-la-El.
La situation d'Isin continue à empirer après les défaites infligées par Sûmû-El : une histoire raconte que le roi vaincu, Erra-imitti (1868-1861), ayant appris par des présages sa mort future, se fit remplacer momentanément par un « substitut royal », le jardinier Enlil-bâni, sur lequel la malédiction était censée s'abattre ; mais le sort avait décidé sa mort, et donc Enlil-bâni (1860-1837) devint roi légitime. Après ce règne, Isin continua de péricliter, alors que Larsa devenait la puissance dominante de la région. Dans cette cité, Nûr-Adad (1865-1850) a une activité de bâtisseur importante, mais son seul haut fait militaire est la prise de Mashkan-shapir au nord de son royaume, et il doit mater une révolte dans son territoire. Sîn-iddinam (1849-1843) eut un règne court mais prolifique : il vainquit Sumu-la-El de Babylone, puis Eshnunna, les deux puissances montantes situées au nord de son royaume. Après lui, Sîn-iqisham (1840-1836) défit une coalition formée par Isin, Uruk, Kazallu et l'Élam.
La puissance de Babylone s'affirmait alors au même moment : après la défaite de Sumu-la-El face à Larsa, son fils Sabium (1844-1831) s'empare des royaumes voisins : Sippar, Kish, Damrum, Dilbat et Marad. Il semble même qu'il défit une armée de Larsa. Dans cette cité, une nouvelle dynastie s'installe vers 1834, avec un personnage au nom élamite, Kudur-Mabuk, qui ne devient cependant pas roi de Larsa, contrairement à ses deux fils, Warad-Sîn (1834-1823) et Rîm-Sîn (1822-1763). Il semble que ce changement dynastique se soit fait successivement à une révolte de Mashkan-shapir, puis son alliance avec Kazallu qui aboutit à une offensive au cœur du royaume de Larsa. Kabur-mabuk rétablit la situation, alors que Warad-Sîn étend son autorité sur la cité sainte de Nippur, et défait le royaume de Malgium. Rîm-Sîn eut un règne très long, de presque soixante ans, dont la première moitié fut marquée par de grands succès militaires. En 1802, il s'empare du royaume voisin d'Uruk, et met définitivement la main sur la ville de Nippur qui était retournée dans l'orbite d'Isin. Ce premier grand succès ne le met pas à l'abri de l'expansion babylonienne : Sîn-muballit (1812-1793) lance plusieurs offensives vers le sud de son royaume, et s'empare momentanément de Nippur et même d'Isin vers 1797-1796. Rîm-Sîn ne met pas longtemps à contre-attaquer : ses troupes reprennent Nippur, puis il annexe Isin et les restes de son royaume en 1794. C'est l'évènement majeur de son règne, mais aussi sa dernière grande victoire. Sans doute épuisé par les guerres successives qu'il entreprend, le royaume de Larsa cesse son expansion, alors qu'à Babylone monte sur le trône le plus grand souverain de la période : Hammurabi (1792-1750).

### La situation en Haute-Mésopotamie et en Syrie
Les évènements dans les régions septentrionales de la Mésopotamie et de la Syrie sont mal connus, faute de sources pour cette période. Les grands royaumes de la région sont le Yamkhad, centré autour de sa capitale Alep, Qatna, son rival au sud, Mari sur le Moyen Euphrate, d'où proviennent les principales sources pour cette époque, Karkemish à la bordure de l'Anatolie, Ekallâtum sur le Haut Tigre (le site n'a pas été localisé), et aussi la cité d'Assur, connue pour cette période par les archives des comptoirs de Cappadoce (Kanesh). Il faut aussi noter le royaume d'Eshnunna, qui a des visées sur la région du Moyen-Euphrate et aussi celle du Khabur, lieu de passage de routes commerciales majeures.
Ipiq-Adad II d'Eshnunna s'empare de la cité d'Arrapha dans le courant de la seconde moitié du XIXe siècle. Son fils Narâm-Sîn, continue sur cette lancée : Il lance des offensives dans la région du Tigre, où il défait la puissance locale, Ekallâtum et met en fuite son roi Samsi-Addu, qui se réfugie à Babylone. Puis il continue vers le Triangle du Khabur, où Ekallâtum avait déjà étendu son influence. Il attaque aussi en direction de l'Euphrate : son père avait soumis Râpiqum, et lui place le Suhum sous sa domination. Le roi de Mari Yahdun-Lîm (1810-1794), désormais voisin d'Eshnunna, est amené à accepter la suzeraineté de ce dernier aux dépens de celle de son voisin oriental, le Yamkhad. Le roi de ce pays, Sûmû-epuh, soutient alors une révolte des tribus nomades benyaminites du royaume de Mari, qui est matée par Yahdun-Lîm. Pendant ce temps, Samsi-Addu est revenu d'exil, et a rétabli son pouvoir à Ekallâtum, profitant du recul d'Eshnunna après la mort de Narâm-Sîn.

## Concentration politique

### Le Royaume de Haute-Mésopotamie

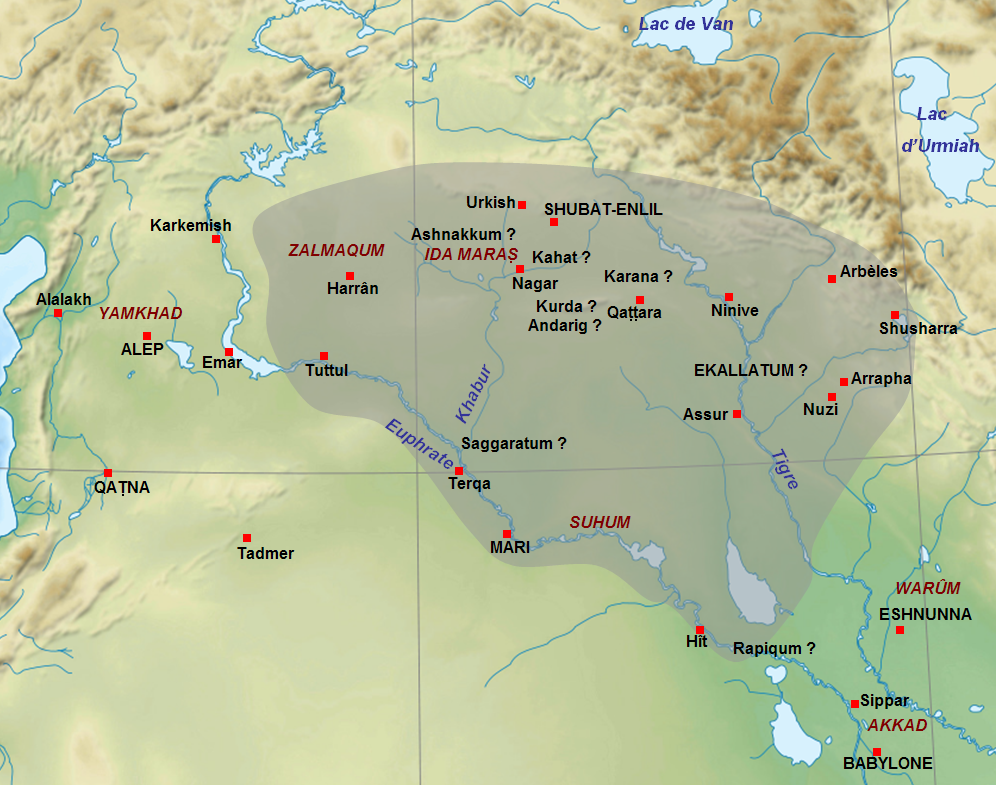
Extension approximative du Royaume de Haute-Mésopotamie avant la mort de Samsi-Addu.

Samsi-Addu entame une série de conquêtes dès son retour à Ekallâtum. Il commence par soumettre Assur, qui lui ouvre la route vers le Triangle du Khabur. S'il s'empare de la partie orientale de cette région, il est arrêté par Yakhdun-Lim à Nagar, et sa progression vers l'ouest est momentanément bloquée. Cependant son adversaire est juste après évincé par son fils, et le royaume de Mari se retrouve déstabilisé. Samsi-Addu profite de l'occasion et s'en empare. Mari tombe en 1793.
Il s'est ainsi taillé un royaume très puissant, entre le Tigre et l'Euphrate, avec au centre la région du Triangle du Khabur, maîtrisant ainsi d'importantes routes commerciales. Ce royaume, autrefois considéré à tort comme Assyrien (parce que Samsi-Addu dominait Assur), est généralement appelé Royaume de Haute-Mésopotamie. Samsi-Addu établit une nouvelle capitale au centre de son royaume, à Shekhna, qu'il rebaptise Shubat-Enlil. Pour faciliter le contrôle de ses territoires, il place ses deux fils à la tête des régions frontalières les plus dangereuses : l'aîné Ishme-Dagan à Ekallâtum, face à Eshnunna, et le benjamin Yasmakh-Addu à Mari, face à Alep. Mais Samsi-Addu garde la primauté, et se pare du titre de « Grand Roi », alors que ses deux fils revêtent simplement celui de « Roi ». C'est lui qui décide de l'orientation générale de la politique extérieure de son royaume. Il scelle ainsi une alliance avec le roi Ishkhi-Addu de Qatna face à Alep, avec en prime le mariage de Yasmakh-Addu avec Dam-hurasi, la fille du nouvel allié. En raison de cette alliance, Samsi-Addu doit plusieurs fois envoyer des troupes à Qatna pour soutenir sa guerre face à Alep, et pour l'aider face à des révoltes de vassaux dans la région du Liban. Une alliance est aussi contractée avec l'ennemi d'hier, Eshnunna. Les deux fils de Samsi-Addu ont deux tempéraments différents. Ishme-Dagan remplit ses obligations militaires, et remporte plusieurs victoires dans la région du Tigre au cours d'une campagne menée conjointement avec Eshnunna, au cours de laquelle il s'empare notamment de Ninive et d'Arbèles. À l'inverse, Yasmakh-Addu, connu par les archives de Mari (parmi lesquelles figure sa correspondance avec son père et son frère, ce qui permet de bien connaître l'histoire de ce royaume) apparaît moins porté vers ses obligations de roi, et ne part quasiment jamais au combat.
Les dernières années du règne de Samsi-Addu sont assez troublées. Une épidémie de peste sévit dans la région de Mari, alors que des révoltes éclatent dans plusieurs endroits. À la mort du roi, en 1775, les voisins du Royaume de Haute-Mésopotamie sentent le vent tourner, et se jettent à l'assaut contre lui. Le roi Ibal-pi-El II d'Eshnunna vient secouer l'autorité de Ishme-Dagan dans la région du Tigre. Celui-ci parvient à se maintenir à Ekallâtum, mais il s'avère incapable de récupérer l'héritage laissé par son père. Son frère Yasmakh-Addu disparaît face à une révolte menée par les souverains de la région du Moyen-Euphrate chassés par Samsi-Addu. À Mari, c'est Zimri-Lim, un descendant de Yakhdun-Lim, qui monte sur le trône.

### Le tournant: l'invasion élamite
Les années suivant la mort de Samsi-Addu sont marquées par une recherche d'un nouvel équilibre dans les anciens territoires du Royaume de Haute-Mésopotamie. Mari se trouve au centre du problème. Zimri-Lim doit asseoir son autorité en matant plusieurs révoltes, puis il peut étendre sa domination vers la région du Khabur. Il doit aussi normaliser ses relations avec ses voisins. Il s'allie ainsi avec Alep, car le roi Sûmû-epuh l'a aidé à monter sur le trône. À l'est, la situation est plus dangereuse. Une guerre éclate entre Mari et Eshnunna, avant que les deux royaumes ne fassent la paix. Les relations entre Mari et Babylone sont perturbées par des querelles autour de la région du Suhûm, et notamment de la ville frontière de Hît.
Un nouvel intervenant surgit alors dans le concert des royaumes amorrites, le roi élamite Siwepalarhuhpak. Celui-ci exerçait une domination de principe sur tous les autres rois, mais celle-ci ne s'exerçait pas dans les faits, puisqu'il n'intervenait que rarement en Mésopotamie. Il choisit cependant de s'attaquer à Eshnunna, et sollicite pour cela l'aide de Mari et de Babylone. Zimri-Lim et Hammurabi sautent alors sur l'occasion et, aux côtés des Élamites, leurs troupes prennent Eshnunna en 1765. Mais Siwepalarhuhpak ne s'arrête pas là, et s'empare des territoires d'Eshnunna, reprenant les ambitions territoriales de ceux-ci vers la région du Khabur, où ses troupes prennent Shubat-Enlil. Il se brouille dans le même temps avec Hammurabi, qui s'est emparé de villes appartenant à Eshnunna et qui refuse de lui restituer. Un conflit s'engage alors entre les deux. Hammurabi est vite mis en difficulté, mais il bénéficie du soutien du roi de Mari (avec lequel il contracte une alliance), qui est craint pour ses possessions dans le Triangle du Khabur, et aussi de la plupart des autres rois amorrites qui s'opposent à cette invasion « étrangère » (l'Élam étant le seul grand royaume non dirigé par une dynastie amorrite), exception faite de Qatna et de Larsa. Face à cette opposition, Siwepalarhuhpak rebrousse finalement chemin.
Après cette offensive arrêtée in extremis, Hammurabi sort grand vainqueur. Cet évènement constitue un tournant pour la période, car c'est à partir de ce moment que Babylone enchaîne les conquêtes en Mésopotamie.

### L'irrésistible ascension de Babylone
Bénéficiant de l'aide des troupes de Mari, Hammurabi peut se tourner vers son vieil ennemi Rîm-Sîn de Larsa, qu'il réussit enfin à vaincre en 1764. Cette victoire fait de lui le maître incontesté du sud de la Mésopotamie, ce que personne n'avait réussi à faire depuis la chute d'Ur. Il peut alors se tourner vers le nord, et il intervient dans la région du Jebel Sinjar en direction des possessions de Mari, avant de s'emparer d'Eshnunna où un souverain s'était établi après le départ des Élamites. On ne sait pas dans quelles conditions se déclenche la guerre entre Babylone et Mari. Quoi qu'il en soit, cette dernière tombe en 1762/1, avant d'être détruite. Puis Hammurabi se lance dans une série de conquêtes dans la vallée du Tigre, sans doute jusque dans la région d'Assur. Désormais la Mésopotamie est soumise à la première dynastie de Babylone. Hammurabi ne porte cependant pas les armes contre Alep, ni contre l'Élam, qui restent les deux autres grandes puissances du Moyen-Orient de cette période.

### Mésopotamie
- (en) John Nicholas Postgate, Early Mesopotamia : Society and Economy at the Dawn of History, Londres et New York, Routledge, 1992
- Francis Joannès (dir.), Dictionnaire de la civilisation mésopotamienne, Paris, Robert Laffont, coll. « Bouquins », 2001.
- Francis Joannès, Les premières civilisations du Proche-Orient, Paris, Belin, 2006.
- (en) Mario Liverani, The Ancient Near East : History, society and economy, Londres et New York, Routledge, 2014
- Bertrand Lafont, Aline Tenu, Philippe Clancier et Francis Joannès, Mésopotamie : De Gilgamesh à Artaban (3300-120 av. J.-C.), Paris, Belin, coll. « Mondes anciens », 2017
- (en) Paul-Alain Beaulieu, A History of Babylon, 2200 BC - AD 75, Hoboken et Oxford, Wiley-Blackwell, 2018, 312 p. (ISBN 978-1-4051-8899-9)

### Période paléo-babylonienne/Isin-Larsa
- (de) Dominique Charpin, Dietz Otto Edzard et Marten Stol, Mesopotamien : Die altbabylonische Zeit, Fribourg et Göttingen, Fribourg Academic Press et Vandenhoeck & Ruprecht, coll. « Orbis Biblicus et Orientalis 160/4 », 2004.
- (en) Klaus Wagensonner, « The Middle East after the Fall of Ur: Isin and Larsa », dans Karen Radner, Nadine Moeller et Daniel T. Potts (dir.), The Oxford History of the Ancient Near East, Volume 2: From the End of the Third Millennium bc to the Fall of Babylon, New York, Oxford University Press, 2022, p. 190-309
- (en) Nathan Wasserman et Yigal Bloch, The Amorites : A Political History of Mesopotamia in the Early Second Millennium  BCE, Leyde et Boston, Brill, 2023